# Georg Løkkeberg
Georg Løkkeberg, född 20 november 1909 i Fredrikstad, död 19 augusti 1986, var en norsk skådespelare och teaterledare.

## Biografi
Från 1930 var Løkkeberg knuten till flera scener i Oslo innan han år 1945 blev chef för Trøndelag Teater och 1948 för Den Nationale Scene i Bergen fram till 1952. I sin karriär som skådespelare medverkade han i 29 filmer under åren 1934 till 1978 samt en rad amerikanska TV-serier.

## Filmografi i urval
- 1934 – Syndare i sommarsol
- 1934 – Sangen om Rondane
- 1936 – Vi bygger landet
- 1937 – By og land hand i hand
- 1937 – Ungt blod
- 1939 – Familien på Borgan
- 1939 – Valfångare
- 1939 – Filmen om Emelie Högqvist
- 1939 – Mot nya tider
- 1940 – Mannen som alla ville mörda
- 1940 – Vi tre
- 1940 – Vildmarkens sång
- 1941 – Den kärleken, den kärleken!
- 1945 – Rikard Nordraak
- 1949 – Kvinna i vitt
- 1953 – Kvinnohuset
- 1954 – Heksenetter
- 1959 – Hete septemberdager
- 1959 – Herren och hans tjänare
- 1961 – Hans Nielsen Hauge
- 1961 – Et øye på hver finger
- 1978 – Höstsonaten

## Teater

### Roller (ej komplett)
| År   | Roll                           | Produktion                                                           | Regi                | Teater                           |
| ---- | ------------------------------ | -------------------------------------------------------------------- | ------------------- | -------------------------------- |
| 1938 | Paolo Alfieri                  | Jeg kjenner deg ikke (Non ti conosco più) Aldo De Benedetti          |                     | Det Nye Teater                   |
| 1953 | Kejsaren Presidenten Diktatorn | Kungliga sviten (Royal Suite) Ernest Vajda och Clement Scott Gilbert | Per-Axel Branner    | Nya Teatern                      |
| 1956 | Shepherd Henderson             | Häxlek (Bell, Book and Candle) John Van Druten                       | Per-Axel Branner    | Lisebergsteatern                 |
| 1957 | Hannibal                       | Vägen till Rom (The Road to Rome) Robert E. Sherwood                 | Kurt-Olof Sundström | Norrköping-Linköping stadsteater |
| 1957 | Åklagare Flint                 | Natten till den 17 januari (Night of January 16th) Ayn Rand          | John Zacharias      | Norrköping-Linköping stadsteater |
| 1957 | Dr O'Farrell                   | Luftombyte W. Somerset Maugham                                       | Per-Axel Branner    | Lisebergsteatern                 |
| 1959 | Major Pollock                  | Vid skilda bord (Separate Tables) Terence Rattigan                   | Per Gerhard         | Vasateatern                      |